# Rhinolophus coelophyllus
Rhinolophus coelophyllus är en fladdermusart som beskrevs av Peters 1867. Den ingår i släktet hästskonäsor, och familjen Rhinolophidae. IUCN kategoriserar arten globalt som livskraftig, och inga kända hot har listats.

## Taxonomi
Två former med olika utseende på näsans hudflikar har tidigare angivits av arten, och vissa auktoriteter har betraktat dem som olika underarter. Numera har man frångått den indelningen, som tros bero på förväxling med den närstående arten Rhinolophus shameli; inga underarter finns listade i Catalogue of Life.

## Beskrivning
Som alla hästskonäsor har arten flera hudflikar kring näsan. Flikarna brukas för att rikta de överljudstoner som används för ekolokalisation. Till skillnad från andra fladdermöss som använder sig av överljudsnavigering produceras nämligen tonerna hos hästskonäsorna genom näsan, och inte som annars via munnen. Hos denna art är lansetten, den övre, smala delen av hudflikarna, kort och beklädd med långa hår. Pälsen är mellanbrun på ovansidan och gråbrunvit på buken. Det finns dock färgformer som går mer i dunkelt orange till rödaktigt. Underarmslängden är 4 till 4,5 cm, öronlängden 1,8 till 1,9 cm, nästan lika långa som huvudet, och vikten varierar mellan 6 och 9 g. Ekolokalisationslätet har en frekvens på 83 till 84 kHz hos hanarna, 86 kHz hos honorna.

## Utbredning
Arten lever i Thailand och i angränsande regioner av Laos, Malaysia och Myanmar.

## Ekologi
Rhinolophus coelophyllus vistas i lövfällande och i städsegröna skogar, från låglänta områden till mera kuperade. Den anses inte vara särskilt talrik med undantag för Thailand, där en påträffad, lokal population har beräknats till 1 000 individer. Arten har konstaterats använda kalkstensgrottor som sovplatser, där flera hundra individer kan samlas.